# ワシラガーナサンバラ
ワシラガーナサンバラ（タイ語: วชิรญาณสังวร）は、タイ人の上座部仏教僧。1913年に制定。ラタナコシンの19番目の家長でした。バウォンニウェットウィハンで貸し出します。2013年10月24日に死亡。